# San Pietro in Cerro
San Pietro in Cerro (emilián nyelven San Pédar) település Olaszországban, Emilia-Romagna régióban, Piacenza megyében. Lakosainak száma 769 fő (2023. január 1.). San Pietro in Cerro Caorso, Monticelli d’Ongina, Cortemaggiore és Villanova sull’Arda községekkel határos.

## Népesség
A település lakossága az elmúlt években az alábbi módon változott:
| Lakosok száma | 860  | 835  | 769  |
|               | 2017 | 2018 | 2023 |